# Nhân viên quay phim

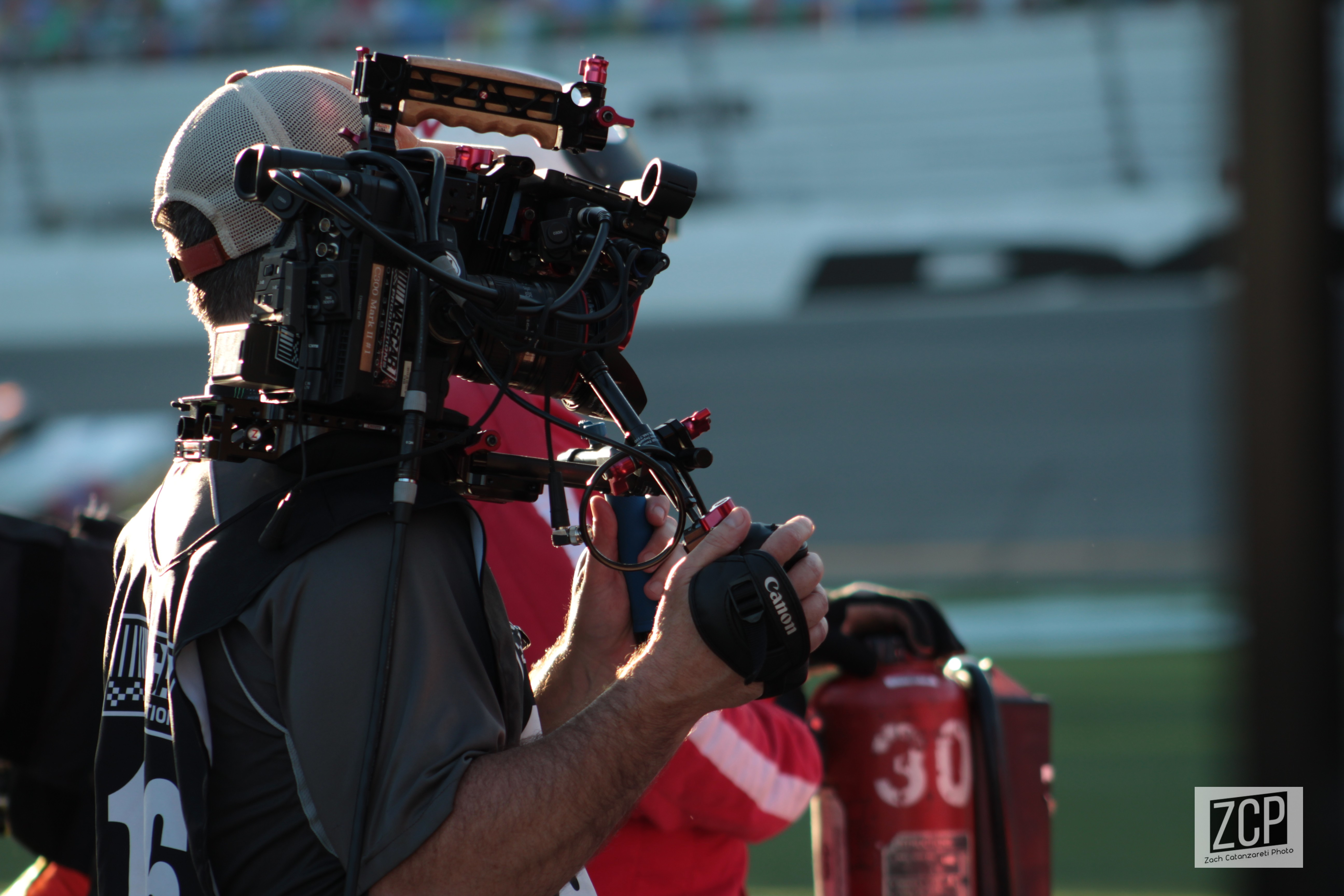
Một nhân viên quay phim trong lĩnh vực thể thao

Nhân viên quay phim hay chuyên viên quay phim là một chuyên viên về máy quay phim hoặc máy quay video, và là một phần của đoàn làm phim. Thuật ngữ "nhân viên quay phim" (cameraman) trong tiếng Anh không hàm ý rằng chỉ có nam giới mới thực hiện được công việc này.